# Slovenska popevka 1966
Slovenska popevka 1966 je potekala 11. junija v ljubljanski Hali Tivoli. Organizator festivala je bil Radio Ljubljana.

## Nastopajoči
| #   | Izvajalec       | Naslov pesmi                      | Avtor glasbe  | Avtor besedila  | Avtor aranžmaja |
| --- | --------------- | --------------------------------- | ------------- | --------------- | --------------- |
| 1.  | Lado Leskovar   | Balada o nekem upanju             | Jože Privšek  | Milan Lindič    | Jože Privšek    |
| 2.  | Lado Leskovar   | Čakam preteklost                  | Ati Soss      | Gregor Strniša  | Ati Soss        |
| 3.  | Alenka Pinterič | Dve brzojavki                     | Jure Robežnik | Gregor Strniša  | Jure Robežnik   |
| 4.  | Majda Sepe      | Jasa v mesečini                   | Ati Soss      | France Vurnik   | Ati Soss        |
| 5.  | Berta Ambrož    | Jokala bom brez solz              | Jože Privšek  | Elza Budau      | Jože Privšek    |
| 6.  | Lidija Kodrič   | Ljubezen je nekaj drugega         | Vinko Horvat  | Miroslav Košuta | Mario Rijavec   |
| 7.  | Marjana Deržaj  | Na pragu                          | Mojmir Sepe   | Gregor Strniša  | Mojmir Sepe     |
| 8.  | Berta Ambrož    | Nekega dne                        | Mojmir Sepe   | Elza Budau      | Mojmir Sepe     |
| 9.  | Alenka Pinterič | Do petih in do šestih             | Jože Privšek  | Milan Lindič    | Jože Privšek    |
| 10. | Elda Viler      | Onkraj dneva in noči              | Boris Kovačič | Gregor Strniša  | Jure Robežnik   |
| 11. | Frenk Centa     | Oprosti mi                        | Alojz Ajdič   | Katja Špur      | Mario Rijavec   |
| 12. | Marjana Deržaj  | Ples oblakov                      | Jure Robežnik | Elza Budau      | Jure Robežnik   |
| 13. | Majda Sepe      | Polnočna pravljica                | Mojmir Sepe   | Gregor Strniša  | Mojmir Sepe     |
| 14. | Berta Ambrož    | Poslednja noč ljubezni            | Jože Privšek  | Elza Budau      | Jože Privšek    |
| 15. | Mira Polanc     | Pridi me iskat                    | Srečko Satler | Nada Satler     | Mario Rijavec   |
| 16. | Elda Viler      | Sonce                             | Jure Robežnik | Gregor Strniša  | Jure Robežnik   |
| 17. | Stane Mancini   | Vse življenje rad živel bi s tabo | Stane Mancini | Stane Mancini   | Mario Rijavec   |
| 18. | Marjana Deržaj  | Zaljubljeno drevo                 | Ati Soss      | Elza Budau      | Ati Soss        |

## Seznam nagrajencev
Nagrade strokovne žirije
- 1. nagrada: Ples oblakov Jureta Robežnika (glasba) in Elze Budau (besedilo) v izvedbi Marjane Deržaj
- 2. nagrada: Polnočna pravljica Mojmirja Sepeta (glasba) in Gregorja Strniše (besedilo) v izvedbi Majde Sepe
- 3. nagrada: Onkraj dneva in noči Borisa Kovačiča (glasba) in Gregorja Strniše (besedilo) v izvedbi Elde Viler

Nagrada za besedilo
- Elza Budau za pesem Ples oblakov